# Lino Lakes
Lino Lakes est une ville des États-Unis dans l'État du Minnesota ; elle est située dans le comté d'Anoka. Elle était peuplée de 20 216 habitants lors du recensement de 2010.